# نیکلاس لامب
نیکلاس لامب (آلمانی: Niklas Lomb؛ زادهٔ ۲۸ ژوئیهٔ ۱۹۹۳) بازیکن فوتبال اهل آلمان است.

## باشگاهی
از باشگاه‌هایی که در آن بازی کرده‌است می‌توان به باشگاه فوتبال هالشر و باشگاه فوتبال بایر ۰۴ لورکوزن اشاره کرد.
لومب در ترکیب جوانان بایرلورکوزن به میدان رفت و اولین بازی خود را برای این باشگاه در بازی لیگ اروپا مقابل روزنبورگ در ۶ دسامبر ۲۰۱۲ انجام داد.
در نیم‌فصل اول بوندسلیگا ۲۰۱۴–۲۰۱۵، او دروازه‌بان شماره سه بایر لورکوزن بود و در تمام بازی‌های رسمی از تیم کنار گذاشته شد. متعاقباً او برای باقیمانده فصل به باشگاه فوتبال هالشر قرض داده شد.
در سال ۲۰۱۸، لامب به مدت یک سال به باشگاه فوتبال اس‌وی زاندهاوزن قرض داده شد.
در سال ۲۰۲۰، لامب با بایر لورکوزن تمدید کرد.